# Adelson e Salvini
Adelson e Salvini (Adelson und Salvini) ist eine Opera semiseria in zwei Akten von Vincenzo Bellini. Das Libretto schrieb Andrea Leone Tottola. Es basiert auf der Novelle Épreuves du Sentiment von François-Thomas-Marie de Baculard d’Arnaud, die jedoch im Gegensatz zur Oper tragisch endet. Die Uraufführung fand am 12. Februar 1825 im Konservatorium „San Pietro a Majella“ in Neapel statt.

## Handlung
Die Handlung der Oper enthält eine Reihe von Verwicklungen, Missverständnissen, Täuschungsversuchen und Intrigen, besitzt aber auch humorvolle Szenen. Im Wesentlichen handelt das Stück von dem Maler Salvini, der Nelly, die Verlobte seines irischen Gönners und Freundes Lord Adelson heimlich und leidenschaftlich verehrt, selbst aber von Fanny, seiner Malschülerin insgeheim geliebt wird. Nelly soll mit Hilfe von Struley, einem Widersacher Adelsons entführt werden. Als plötzlich ein Schuss zu hören ist, glaubt Salvini, dass sie getötet wurde. Nachdem er entdeckt, dass Nelly noch lebt, gibt er den Plan eines Selbstmords auf, ist jedoch von seiner Verliebtheit in sie geheilt und verlobt sich stattdessen mit Fanny, während Adelson und Nelly heiraten.

## Entstehung
Das Werk war Bellinis erste Oper. Er komponierte sie im Alter von 23 Jahren. Bei der Uraufführung am 12. Februar 1825 am Konservatorium „San Pietro a Majella“ in Neapel wurde sie in drei Akten gespielt. Bei den Studenten des Konservatoriums war die Oper außerordentlich beliebt, sodass sie ein Jahr lang an jedem Sonntag gespielt wurde. Auch Gaetano Donizetti lobte das Werk. Im Jahr 1827 wurde die Oper in eine zweiaktige Fassung umgearbeitet.

## Diskografie (Auswahl)
- 1985; (Salvini, Nelly, Adelson, Fanny): Bengt Gustavson, Carina Morling, Thomas Lander, Ingrid Tobiasson; Orchester der Stockholmer Oper und Stockholmer Kammerchor unter der Leitung von Anders-Per Jonnson; Live-Aufnahme, Bongiovanni Records
- 1992; (Salvini, Nelly, Adelson, Fanny): Bradley Williams, Alicia Nafé, Fabio Previati, Lucia Rizzi; Orchester und Chor des Teatro Massimo Bellini in Catania unter der Leitung von Andrea Licata; Audio-CD: Nuova Era